# Јелена Жарић Ковачевић
Јелена Жарић Ковачевић (2. мај 1981) јесте српска политичарка. У Народној скупштини Србије је од 2016. године народна посланица Српске напредне странке.

## Рани живот и каријера
Жарић Ковачевић је рођенa у Нишу, у тадашњој Социјалистичкој Републици Србији у Социјалистичкој Федеративној Републици Југославији. Одрасла је у граду и дипломирала је и магистрирала на Правном факултету Универзитета у Нишу . По занимању је професор права и радила је као адвокат до 2012. године, када је постала заменик секретара Скупштине града Ниша. На овој функцији је била до марта 2016. године, када је постала председница градске изборне комисије; оставку на ову другу функцију поднела је уласком у Народну скупштину јула исте године. Приходи које су она и други изборни комесари зарадили касније су постали тачка контроверзе, иако је рекла да су исплате једноставно уследиле након претходног преседана.

## Политичар
Жарић Ковачевић је заузела 219. место (од 250) на изборној листи странке Александар Вучић — Будућност у коју верујемо за парламентарне изборе у Србији 2014. године ; ово је била сувише ниска позиција да би избори били реална могућност, и она заиста није изабрана упркос томе што је листа однела убедљиву победу са 158 од 250 мандата. Промовисана је на педесет и прву позицију наследника Александра Вучића — Србија је победничка листа за парламентарне изборе 2016. и изабрана је када је листа освојила 131 мандат.
Током парламента 2016–20. била је члан скупштинског одбора за уставна и законодавна питања; заменик члана Одбора за људска и мањинска права и равноправност полова и Одбора за просторно планирање, саобраћај, инфраструктуру и телекомуникације; заменик члана делегације Србије у Парламентарној скупштини Медитерана ; шеф посланичке групе пријатељства Србије са Уједињеним Арапским Емиратима (УАЕ); и члан посланичких група пријатељства са Аустријом, Азербејџаном, Белгијом, Босном и Херцеговином, Бугарском, Канадом, Кином, Хрватском, Кипром, Финском, Француском, Немачком, Грчком, Гватемалом, Мађарском, Италијом, Јапаном, Црном Гором, Холандијом, Северном Македонијом, Русијом, Словенијом, Шпанијом, Швајцарском, Уједињеним Краљевством и Сједињеним Америчким Државама. У јуну 2020. године проглашена је за најактивнију посланицу из југоисточне Србије у претходној скупштини.
Заузела је 144. место на листи СНС-а Александар Вучић — За нашу децу на изборима 2020. и изабрана је за други мандат када је листа освојила убедљиву већину са 188 мандата. Била је председница одбора за уставна и законодавна питања и члан одбора за правосуђе, јавну управу и локалну самоуправу, а наставља да води и посланичку групу пријатељства Србије са УАЕ.
2. маја 2024. изабрана је за министра државне управе и локалне самоуправе Републике Србије.
16. априла 2025. године изабрана је за министра за бригу о породици и демографију Републике Србије.